# Caràcter comodí

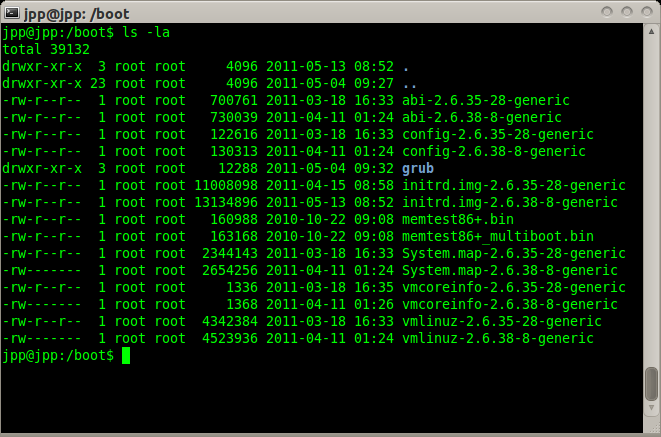
Caràcter comodí emprat per tornar llistats de fitxers, per exemple ls *.txt

En ciències de la computació, un caràcter comodí (anglès:wild card) és un tipus de marcador de posició representat per un sol caràcter, com ara un asterisc (*), que es pot interpretar com un nombre de caràcters literals o una cadena buida. Se sol utilitzar molt sovint en cerques de fitxers, de manera que no cal escriure el nom complet.

## Telecomunicacions
En telecomunicacions, un comodí és un caràcter que pot substituir qualsevol d'un subconjunt definit de tots els caràcters possibles.
- En l'establiment automàtic d'enllaços de ràdio d'alta freqüència (HF), el caràcter comodí ? pot substituir qualsevol dels 36 caràcters alfanumèrics en majúscules.
- El caràcter comodí pot representar un sol caràcter o una cadena de caràcters.

## Informàtica
En tecnologia informàtica ( programes), un comodí és un símbol que s'utilitza per substituir o representar zero o més caràcters. S'han desenvolupat algoritmes per a la coincidència de comodins en diverses varietats recursives i no recursives.

### Patrons de fitxers i directoris
Quan s'especifiquen noms de fitxer (o camins) en sistemes operatius CP/M, DOS, Microsoft Windows i Unix, el caràcter asterisc ( *, també anomenat "estrella") coincideix amb zero o més caràcters. Per exemple, doc* coincideix amb doc i document però no amb dodo. Si els fitxers s'anomenen amb una marca de data, es poden utilitzar comodins per fer coincidir els intervals de dates, com ara 202506 *.mp4 per seleccionar gravacions de vídeo a partir June 2025, per facilitar les operacions amb fitxers com ara copiar i moure.
En sistemes operatius tipus Unix i DOS, el signe d'interrogació ? coincideix exactament amb un caràcter. En DOS, si el signe d'interrogació es col·loca al final de la paraula, també coincidirà amb els caràcters finals que falten (zero); per exemple, el patró 123? coincidirà 123 i 1234, però no amb 12345.
En els shells d'Unix i Windows PowerShell, els intervals de caràcters entre claudàtors ( [ i ] ) coincideixen amb un sol caràcter dins del conjunt; per exemple, [A-Za-z] coincideix amb qualsevol lletra majúscula o minúscula. En els shells d'Unix, un signe d'exclamació principal ! nega el conjunt i només coincideix amb un caràcter que no és a la llista. En closques que interpreten ! com a substitució de l'historial, es pot utilitzar un circumflex ^ al principi.
L'operació de coincidència de patrons de comodí amb múltiples noms de fitxer o ruta es coneix com a "globbing".

### Bases de dades
En SQL, es poden utilitzar caràcters comodí en expressions LIKE; el signe de percentatge % coincideix amb zero o més caràcters i el subratllat _ amb un sol caràcter. Transact-SQL també admet claudàtors ( [ i ] ) per llistar conjunts i intervals de caràcters que coincideixin, un circumflex ^ inicial nega el conjunt i només coincideix amb un caràcter que no és a la llista. A Microsoft Access, el signe d'asterisc * coincideix amb zero o més caràcters, el signe d'interrogació ? coincideix amb un sol caràcter, el símbol de número # coincideix amb un sol dígit (0–9) i es poden utilitzar claudàtors per a conjunts o intervals de caràcters que coincideixin.

### Expressions regulars
En les expressions regulars, el punt ( ., també anomenat "punt") és el patró de comodí que coincideix amb qualsevol caràcter individual. Seguit de l'operador d'estrella de Kleene, que es denota amb un asterisc ( * ), obtenim .* , que coincidirà amb zero o més caràcters arbitraris.